# Maria the Virgin Witch
Junketsu no Maria (яп. 純潔のマリア Дзюнкэцу но Мариа, «Непорочная Мария») — манга Масаюки Исикавы, выходившая с 2008 по 2013 год. Аниме-сериал по мотивам манги транслировался c января по март 2015 года.

## Сюжет
Сюжет разворачивается во Франции, где англичане и французы воюют уже сотни лет, за этой войной следит Мария — одна из самых могущественных ведьм своей эры. Она вмешивается против враждующих наций с помощью фамильяров, чтобы управлять противостоящими фракциями, так же как крупномасштабными призывами различных мифических существ, все ради помощи людям и поддержанию мира. В результате она получила оценку нескольких сельских жителей и враждебность со стороны Церкви, которая считает её еретиком. Мария — всё ещё девственница, и её собственные фамильяры дразнят её об этом. Когда новости о её действиях достигли небес, Архангел Михаил сосредотачивается на Марии и отклоняет её вмешательство в человеческие дела. После прямой конфронтации, Михаил в конечном счёте решает, что Мария потеряет её волшебные силы, в тот момент когда она потеряет свою девственность и также запретил ей использовать её магию для вмешательства в дела людей, и послал ангела по имени Иезекииль наблюдать за Марией.

## Персонажи
Мария (яп. マリア Мариа) — главная героиня. Очень влиятельная ведьма, которая ненавидит войны. Из-за её вмешательства в сражения она вынуждена Небесами прекратить использовать магию перед простыми людьми, когда она теряет свою девственность.
Сэйю: Хисако Канэмото
Артемида (яп. アルテミス Арутэмису) — суккуб, служащий Марии. Создана из совы и за образец её внешности Мария взяла саму себя на десять лет старше. Способна превращаться как в человека, так и обратно в сову.
Сэйю: Ёко Хикаса
Приап (яп. プリアポス Пуриапосу) — инкуб, созданный Марией из совы после того как среди командующих обнаружилось большое количество гомосексуалов, совершенно не восприимчивых к чарам Артемиды.
Сэйю: Микако Комацу
Иезекииль (яп. エゼキエル Эдзэкиэру) — ангел, посланный небесами, чтобы гарантировать, что Мария не использует своё волшебство на публике, хотя Мария и её фамильяры всегда находят лазейки, чтобы обойти это ограничение. В конечном счёте она проникается сочувствием к Марии и препятствует тому, чтобы с её помощью Михаил убил Марию. Позже она перерождается в подобие будущего дитя Марии и Джосефа.
Сэйю: Кана Ханадзава
Джосеф (яп. ジョセフ Дзёсэфу) — молодой человек, служащий под начальством Гийома, который получает защиту Марии и становится страстно увлечённым молодой ведьмой и её мечтами. Он также является девственником и пытается поддержать Марию в любом случае.
Сэйю: Кэнсё Оно

## Аниме
Аниме-адаптация транслировалась в Японии с 11 января по 29 марта 2015 года.
Открывающая композиция сериала «Philosophy of Dear World» была исполнена певицей ZAQ, а закрывающая — «Ailes» — Михо Карасавой, выступающей под псевдонимом TRUE.

## Критика и восприятие
К 14 февраля 2010 года было продано 81 643 копии 1-го тома манги. К 16 октября 2011 года было продано 94 578 копий 2-го тома манги. К 13 октября 2013 года было продано 57 516 копий 3-го тома манги.